# Box of Scorpions
Box of Scorpions è un cofanetto della band Hard rock/Heavy metal tedesca Scorpions, uscito il 25 maggio 2004. Contiene canzoni uscite tra il 1972 e il 2001, sia studio che live.

## Tracce

### Disco 1
1. I'm Going Mad – 4:51
2. Speedy's Coming – 3:33
3. Fly to the Rainbow – 9:35
4. In Trance – 4:42
5. Pictured Life – 3:23
6. Virgin Killer – 3:42
7. Catch Your Train – 3:34
8. Steamrock Fever – 3:36
9. We'll Burn the Sky – 6:26
10. He's a Woman - She's a Man – 3:13
11. Backstage Queen (Live) – 3:38
12. Top of the Bill (Live) – 6:46
13. Dark Lady (Live) – 3:39
14. Robot Man (Live) – 5:38
15. Loving You Sunday Morning – 5:36
16. Holiday – 6:30

### Disco 2
1. Coast to Coast – 4:38
2. Lovedrive – 4:47
3. Make It Real – 3:49
4. Don't Make No Promises (Your Body Can't Keep) – 2:56
5. Twentieth Century Man – 3:00
6. The Zoo – 5:28
7. Blackout – 3:47
8. Can't Live Without You – 3:45
9. No One Like You – 3:56
10. Dynamite – 4:12
11. Bad Boys Running Wild – 3:54
12. Rock You Like a Hurricane – 4:11
13. Coming Home – 4:58
14. Big City Nights – 4:08
15. Still Loving You – 6:26
16. Another Piece of Meat (Live) – 3:39
17. Don't Stop at the Top – 4:03
18. Rhythm of Love – 3:48
19. I Can't Explain – 3:21

### Disco 3
1. Tease Me Please Me – 4:43
2. Believe in Love – 5:23
3. Don't Believe Her – 4:54
4. Wind of Change – 5:11
5. Send Me an Angel – 4:32
6. Hit Between the Eyes – 4:32
7. Alien Nation – 5:43
8. Under the Same Sun – 4:52
9. Woman – 5:55
10. Over the Top – 4:24
11. Life Goes Around – 3:41
12. You and I – 6:13
13. Mysterious – 5:28
14. Hurricane 2000 – 6:02
15. 'Cause I Love You – 3:44
16. Bad for Good – 4:04